# Monnik (christendom)

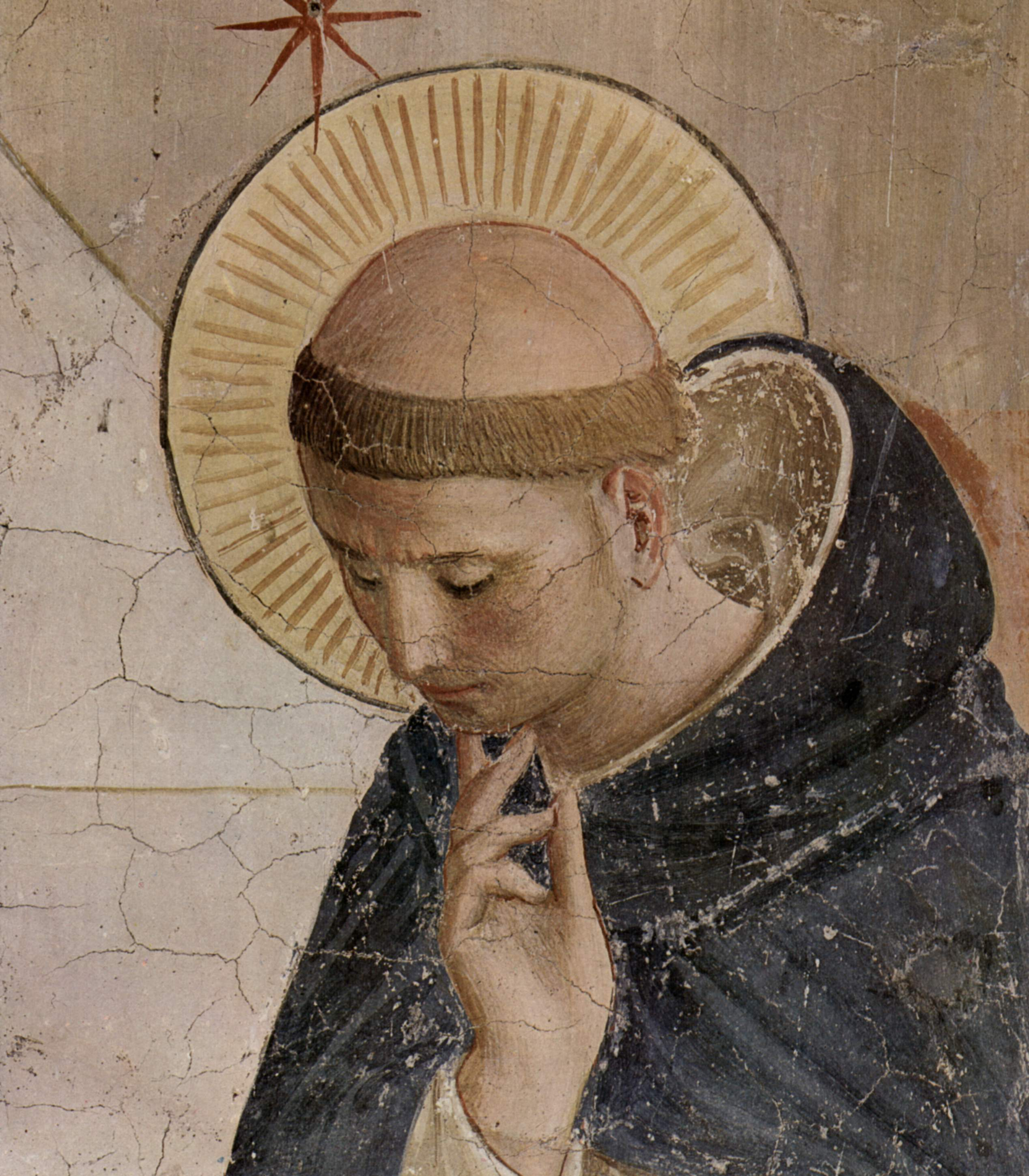
Fra Angelico, Sint Dominicus met tonsuur

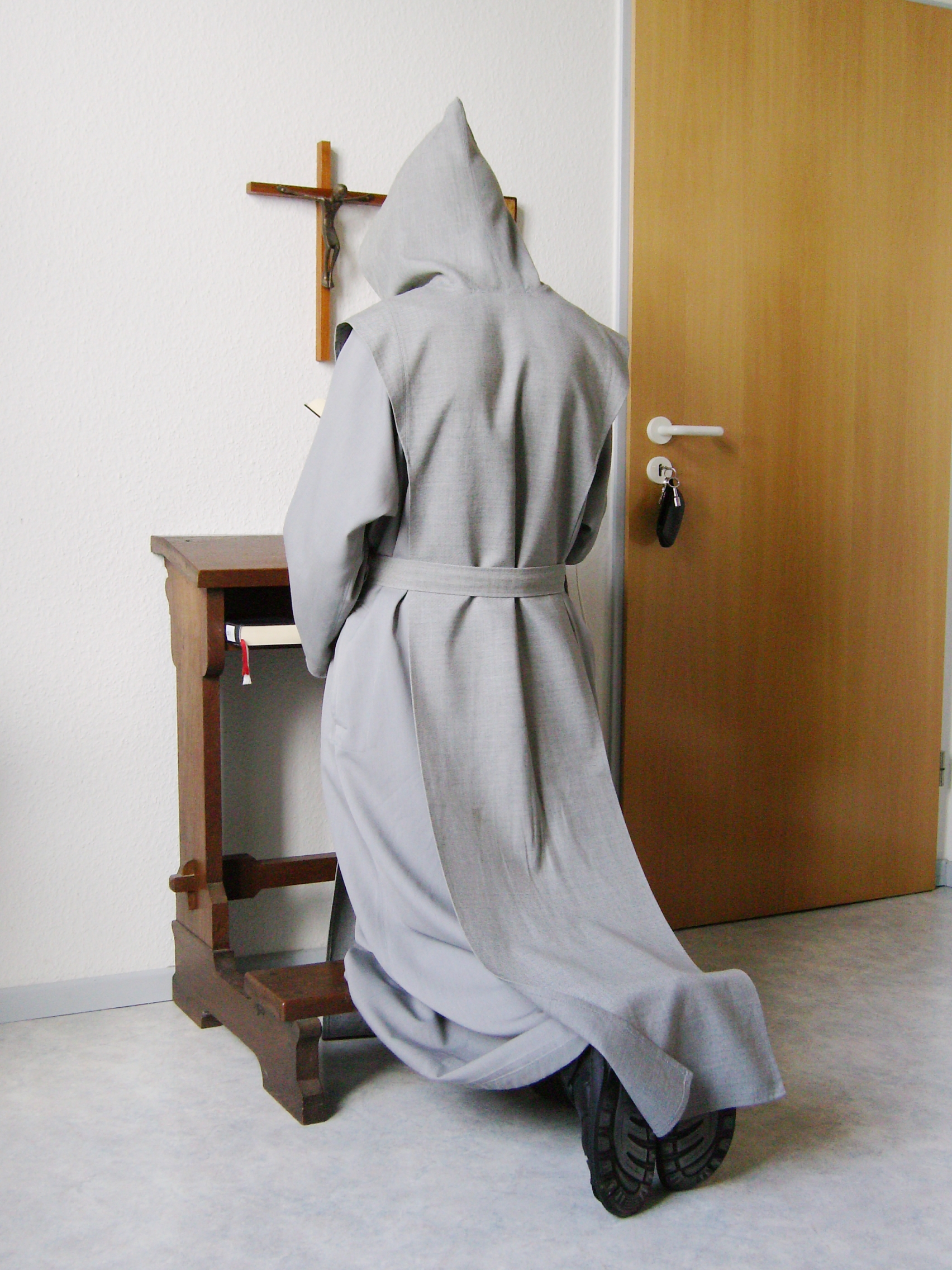
een biddende trappist

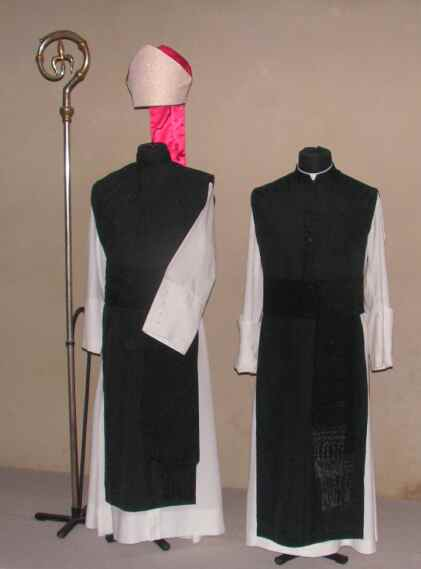
een habijt

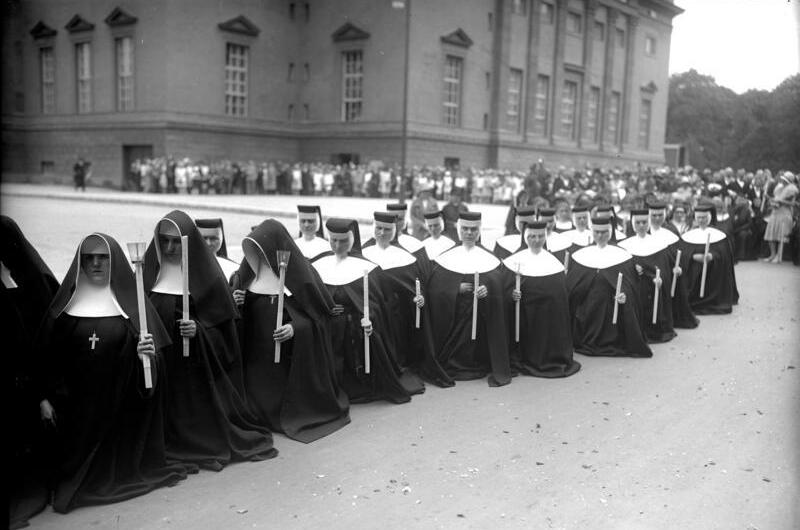
Processie op Sacramentsdag

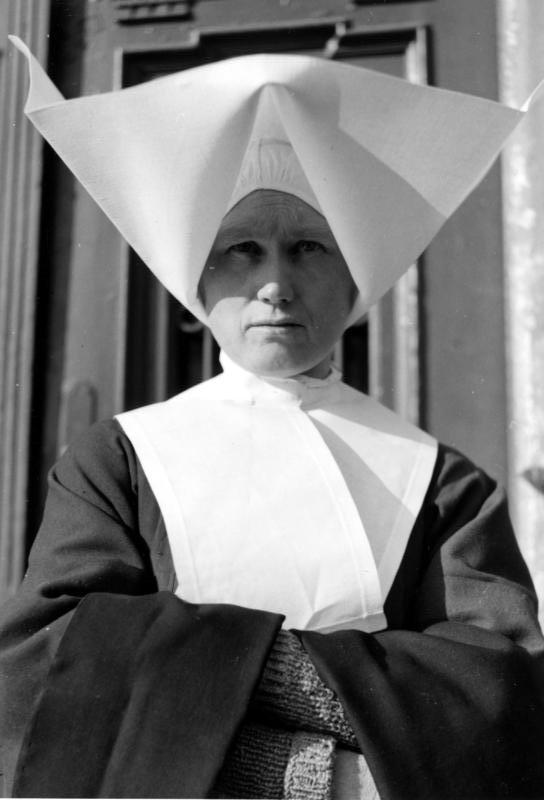
Zusters van Liefde

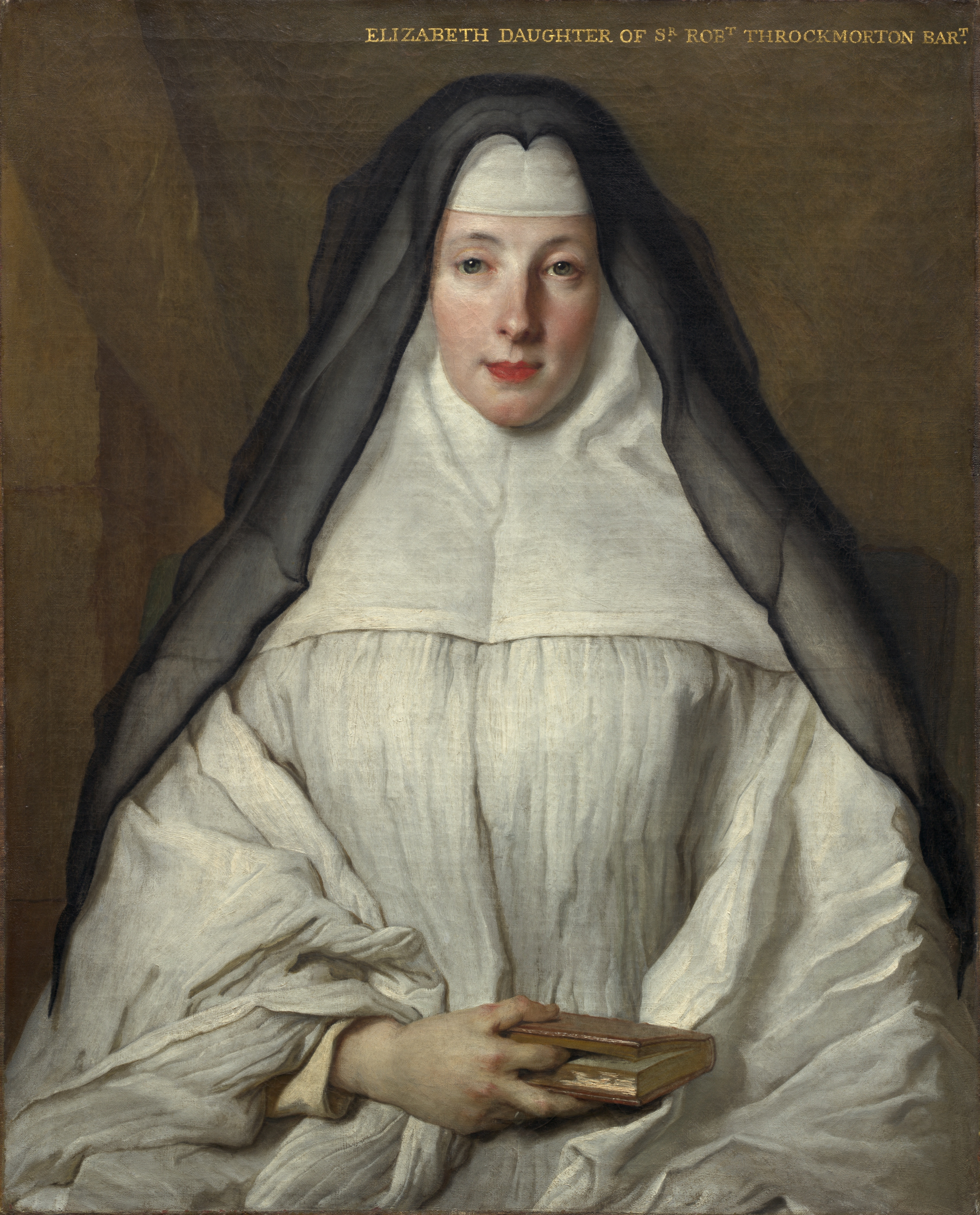
Schilderij in 1729 gemaakt door Nicolas de Largillière van de abdis Elizabeth Throckmorton

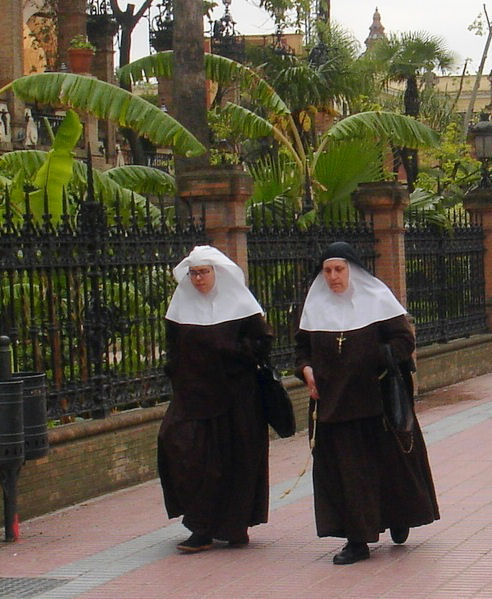
Katholieke zusters, Sevilla

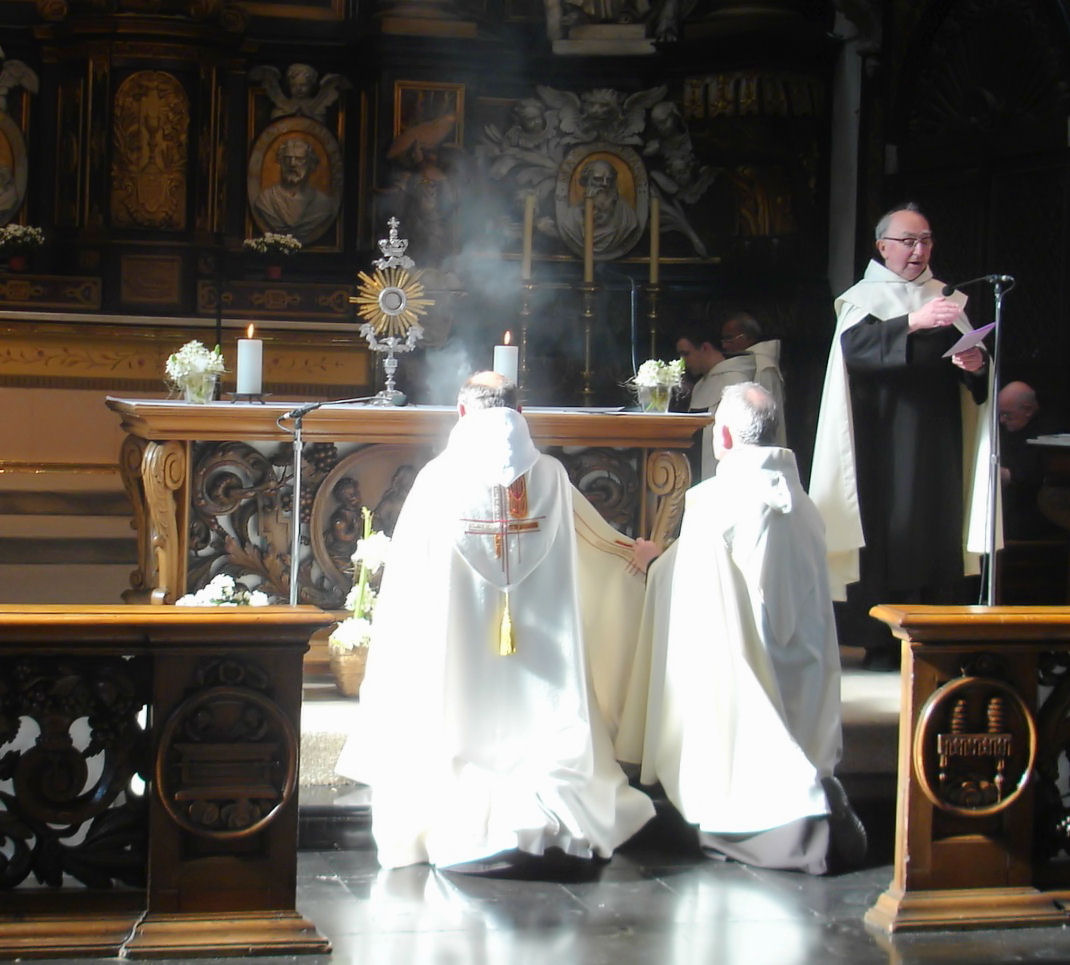
Sacramentsuitstelling in het klooster Karmel te Gent

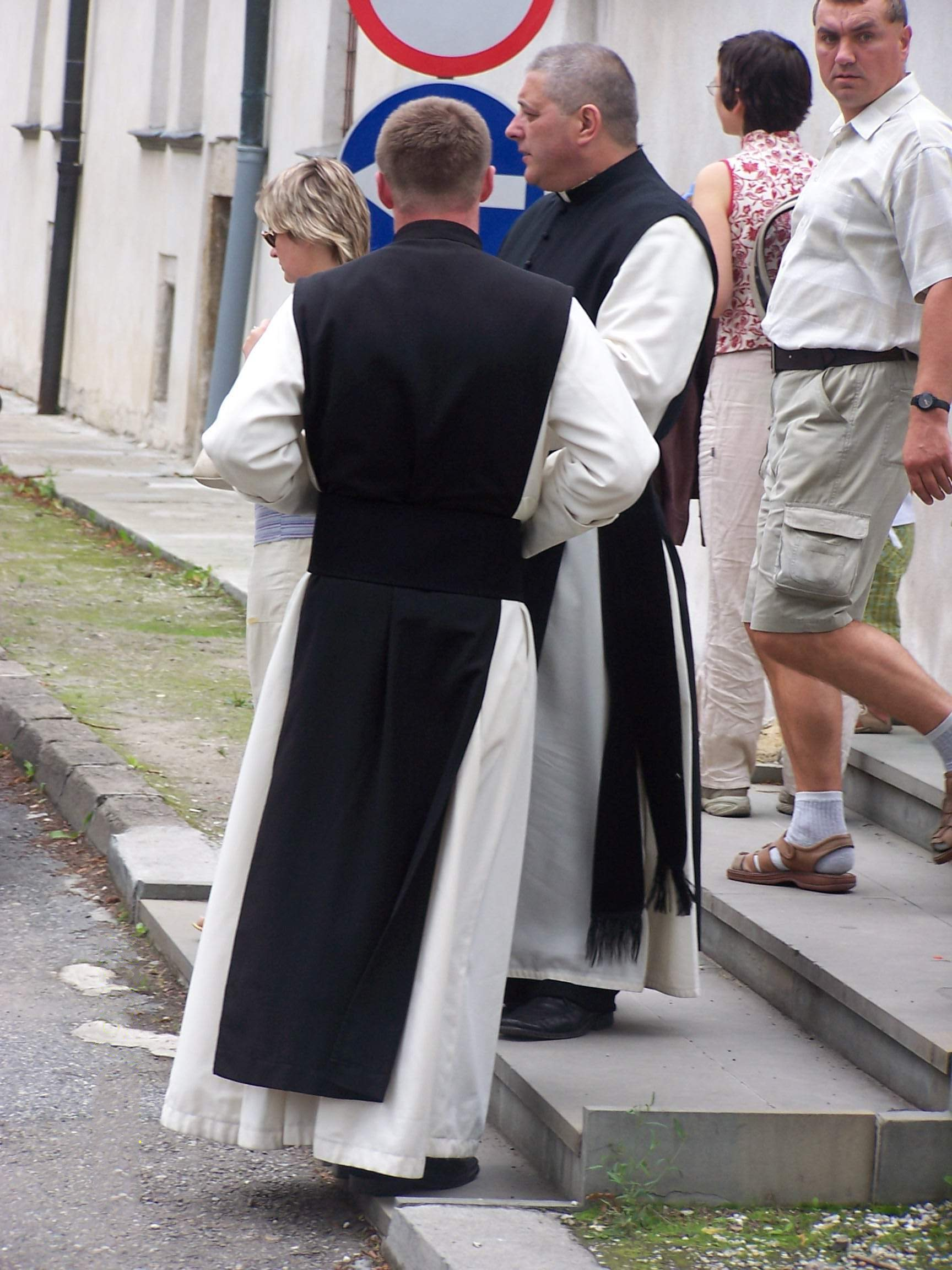
Cisterciënzers in het Szczyrzyc klooster

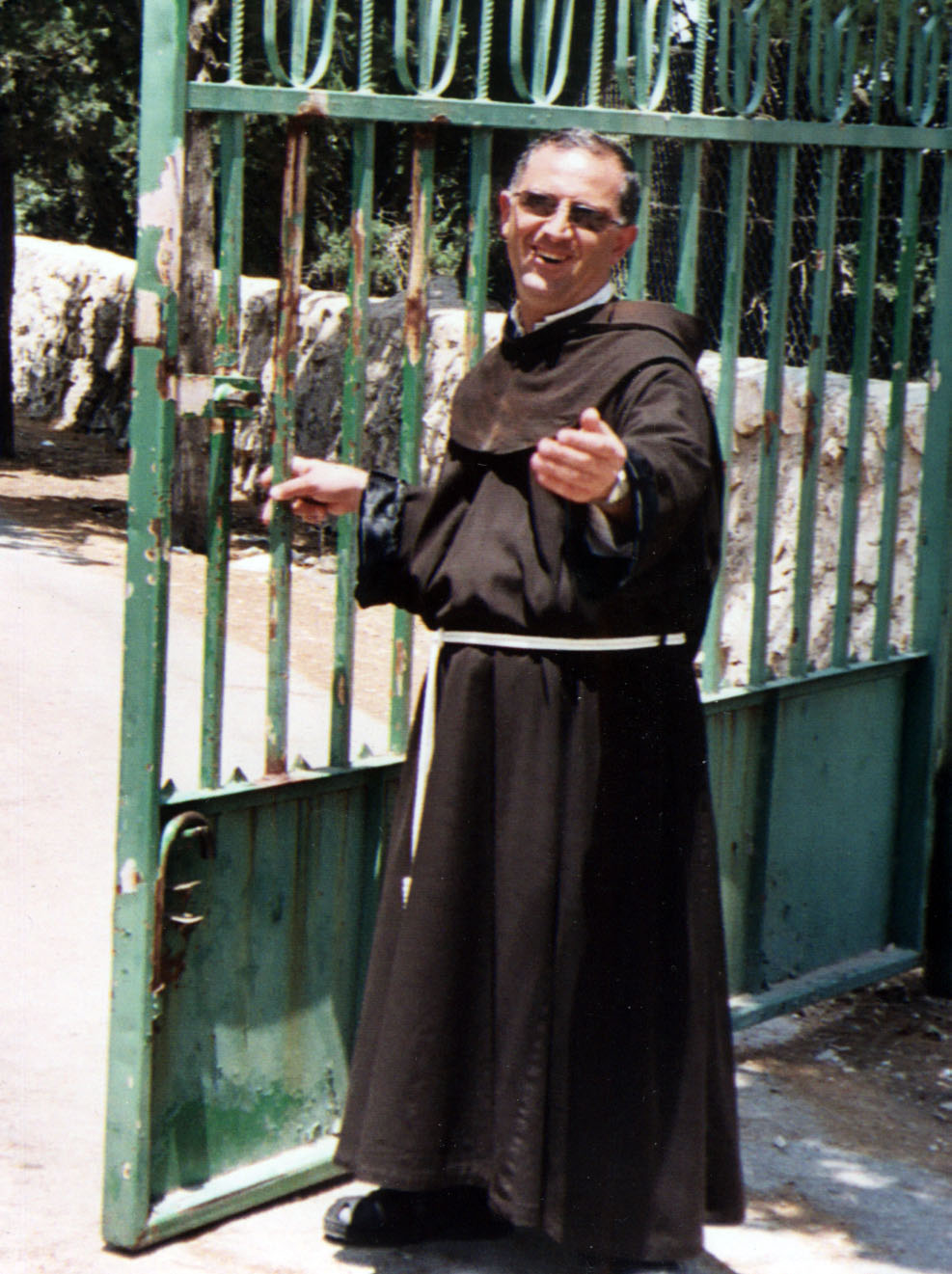
Franciscaan bij de kerk op de berg Tabor in Israël

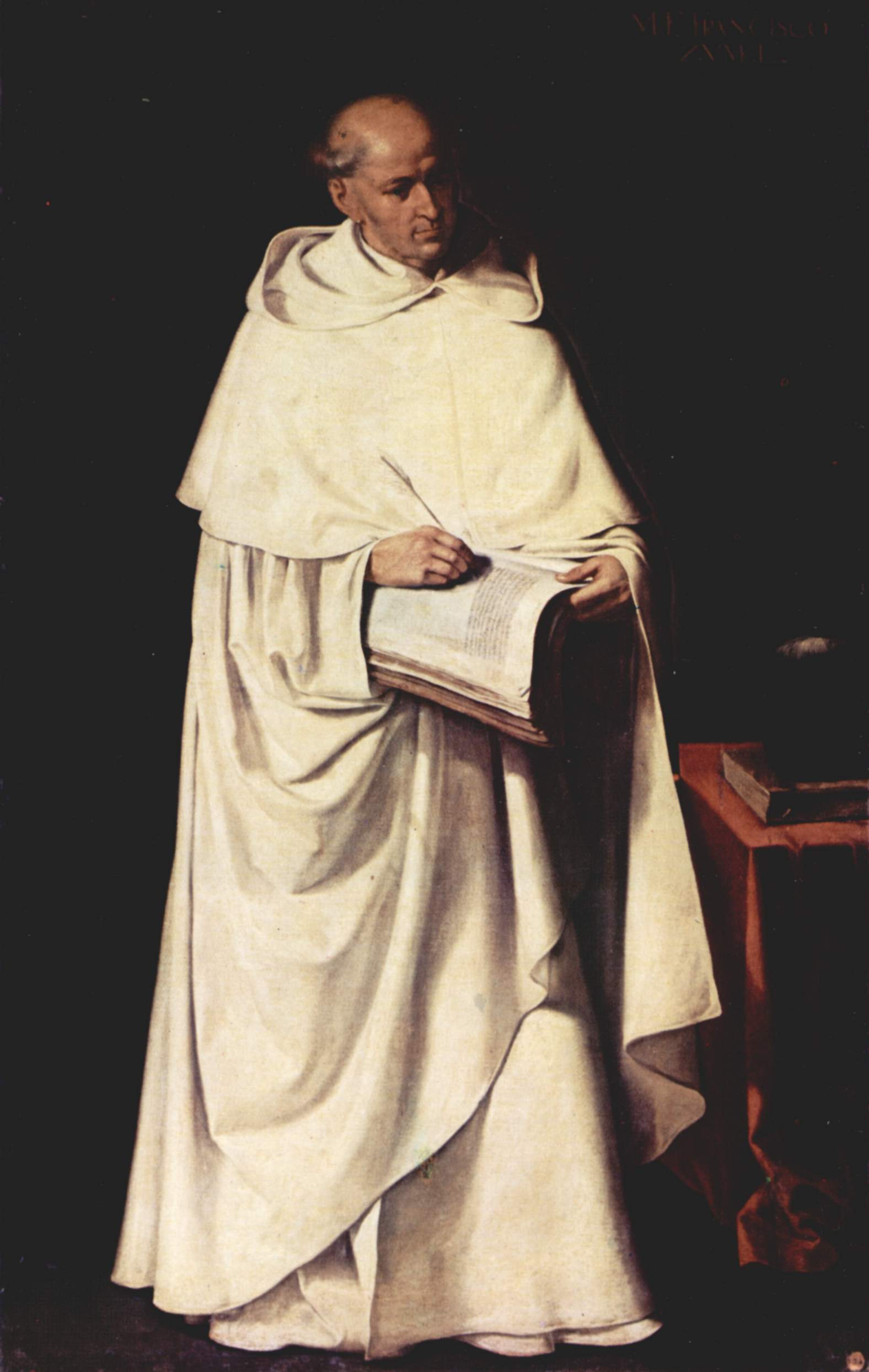
Francisco de Zurbarán, monnik in koorkledij met tonsuur

Een monnik (Grieks: μοναχος monachos, eenzaam en μονος monos, alleen) is in het christendom iemand die omwille van het Koninkrijk Gods armoede, gehoorzaamheid en kuisheid belooft, de professie van de Evangelische raden.
Een vrouwelijke monnik is zuster, non of religieuze. Een slotzuster of moniale is een contemplatieve zuster die strikt binnen de clausuur van een klooster verblijft en door plechtige geloften verbonden en gehouden is het koorgebed te verrichten.
Monniken wonen meestal bij elkaar in een klooster of abdij, waar ze een speciale dagindeling hebben die helemaal gewijd is aan gebed en contemplatie. Er bestaan echter sinds de 13e eeuw ook de bedelorden waarvan de monniken deels een actief bestaan hebben in de samenleving.

## Kloosterleven
Een monnik voelt zich geroepen zijn leven volledig te wijden aan het streven naar christelijke volmaaktheid. Leidraad hierbij zijn de zogenoemde evangelische raden. Hij maakt zich zo veel mogelijk vrij van prikkels uit de wereld. Door de rust en regelmaat is het kloosterleven uitermate geschikt voor gebed en meditatie. Ook veel leken (niet-kloosterlingen) bezoeken kloosters voor de rust die daar ervaren kan worden.
De levensstijl van monniken bevat vaak diverse vormen van ascese; door zoveel mogelijk de mentale en lichamelijke genietingen te beperken en de behoeften van het eigen lichaam onder controle te brengen, probeerde men de belemmeringen voor grotere geestelijke groei weg te nemen. De regels van strenge middeleeuwse kloosters schreven voor dat er meerdere malen per jaar een algemene aderlating plaatsvond. De kloosterlingen pasten de handeling in principe bij zichzelf toe. Het werd niet alleen beschouwd als een middel tegen veel kwalen, maar lichamelijke verzwakking moest ook de ascese bevorderen door zinnelijke gevoelens te beteugelen.
Een in afzondering levende monnik wordt heremiet, kluizenaar of anachoreet genoemd.

## Oorsprong
Het christelijke kloosterwezen is ontstaan uit de heremieten die zich in de tweede en derde eeuw vestigden in de Egyptische woestijn in de omgeving van Wadi Natroen. Zij waren nogal eens voor de christenvervolgingen gevlucht die regelmatig in het Romeinse Rijk plaatsvonden, en hadden ontdekt dat stilte, eenzaamheid en matigheid in voedsel, drank en slaap een vruchtbare basis voor het gebed konden vormen. De beroemdsten van deze kluizenaars zijn de heilige Paulus van Thebe en de heilige Antonius van Egypte. In het tijdperk na de christenvervolgingen werd het voor deze monniken mogelijk om hun levenswijze gezamenlijk gestalte te geven onder leiding van een ervaren geestelijke, die abt werd genoemd. Dit gezamenlijke monnikendom heet coenobitisme.

## De eerstekloosterregel
De vierde-eeuwse gewezen Romeinse soldaat Pachomius wordt beschouwd als degene die de eerste regels voor het kloosterleven opstelde. Basilius introduceerde deze regels in aangepaste vorm in Klein-Azië en staat daarom bekend als de vader van het oostelijke kloosterleven. Augustinus bracht het kloosterleven naar Noord-Afrika. In Ierland ontwikkelde het Keltische kloosterleven zich tot de uitvalsbasis van het missiewerk in het nog heidense Noord-Europa en de (her-)bekering van Brittannië en de grensgebieden van het vroegere Romeinse Rijk. Die waren tijdens de Grote Volksverhuizing veelal teruggevallen in heidendom.
Doordat er in het Westen verschillende regels en tradities voor het kloosterleven ontstonden was er al snel sprake van diverse onafhankelijke kloosterordes. In het Oosten is er nooit een dergelijke ontwikkeling geweest. Dit heeft geleid tot verschillende situaties in de tegenwoordige Rooms-Katholieke Kerk en de Oosters-orthodoxe kerken.

## Ontwikkeling in het christelijke Westen
Het rooms-katholieke kloosterwezen bestaat tegenwoordig uit een aantal grote families die onderverdeeld zijn in zogenaamde orden van contemplatieve of actieve dan wel gemengde snit. Dit is voor een groot deel de uitkomst geweest van een cyclus van idealisme en verwereldlijking. Vaak werd een kloosterorde gesticht door idealistische monniken, die in alle eenvoud het samenleven van de eerste christenen zoals beschreven in het Nieuwe Testament probeerden na te volgen. Door het succes van deze ordes groeiden ze soms uit tot grote en welvarende instellingen waar de idealen van het begin nogal eens verwaterden. Na een paar eeuwen lokte dit dan een tegenreactie uit van hervormers die terugkeerden naar de idealen van de eerste stichter(s). Vervolgens werd zo'n hervorming op haar beurt ook weer zo succesvol dat de principes waarop de gemeenschap gegrond was weer verwaterden, wat dan weer een nieuwe hervorming uitlokte. Dit proces herhaalde zich keer op keer in de loop van de geschiedenis. Zo'n zuiveringsbeweging noemt men een observantiebeweging.

### Van Columbanus naar Benedictus
De oudste familie in het Westen, die tegenwoordig uitgestorven is, is de familie van kloosters die leefden volgens de Ierse monnikenregels (Keltische christendom). De bekendste daarvan is de regel van Columbanus geweest. Deze kloosters lagen meestal op onherbergzame en eenzame plaatsen zoals op kleine eilandjes in de Atlantische oceaan of in onbewoonde bergstreken en kenmerkten zich door een grote nadruk op de ascese. De rigoureuze spiritualiteit van versterving maakte het leven in deze kloosters zo hard dat er behoefte kwam aan een meer gematigde variant. 
Die tweede familie in de westerse geschiedenis, tegenwoordig nog de grootste en bekendste, is de benedictijnse familie van kloosters die leven volgens de Regula Benedicti van de heilige Benedictus van Nursia. Hiertoe behoren de benedictijnen, de cisterciënzers, de trappisten, de camaldulenzers, de olivetanen en nog enkele kleinere gemeenschappen. De kloosters van de Ierse regels zijn grotendeels in deze familie overgegaan.
Vanaf circa 600 groeide de kloosterregel van Benedictus uit tot de overheersende in het westerse christendom. De taken van een benedictijner monnik konden worden samengevat in het motto 'ora et labora' - 'bid en werk' - dat vaak boven de hoofdingang van een klooster is aangebracht. Met 'werk' werden lichamelijke arbeid en eenvoudig handwerk bedoeld.
Onder Karel de Grote werd de regel van Benedictus de enig geldende in het Westen. Zo stichtte   
de Ierse monnik Bonifatius zelf op zijn zendingsreizen tot in het Rijnland de nodige benedictijner kloosters en maakte hij voor de missie effectief gebruik van het zich uitbreidende kloosternetwerk. De kloostergemeenschappen speelden vaak ook een belangrijke rol in het ontginnen van woeste gronden.
Daarnaast stuurden welgestelden, bij gebrek aan onderwijsinstellingen, hun kroost vaak een aantal jaren als oblaten het klooster in om intellectuele bagage op te doen. De kloosters werden culturele centra die een rol vervulden voor de hele gemeenschap. Hun culturele succes kon op gespannen voet komen te staan met het regiem van bidden en werken.

## Abdij van Cluny
Er werden hervormingspogingen ondernomen om het benedictijnse ideaal te herstellen. Deze pogingen sorteerden pas merkbaar effect toen de kloosters bij het uiteenvallen van het Frankische Rijk meer en meer in verval raakten.
De Abdij van Cluny (gesticht rond 909) was toonaangevend in deze herbezinning op de door Benedictus opgestelde regel. Tijdens de Cluniacenzische Hervorming werden de banden tussen de diverse kloosters stevig aangehaald. Niet elk klooster had in het vervolg een abt: kleinere kloosters werden geleid door een prior die verantwoording schuldig was aan de abt van de Abdij van Cluny. De abt op zijn beurt viel onder het gezag van de paus. De kloosters werden hiermee onafhankelijk van bisschoppen of plaatselijke adel: ze hadden een eigen organisatie waarop ze hun macht konden baseren. De kloosters gingen een politieke rol spelen in de voortdurende strijd tussen paus, lokale geestelijkheid en adel, zodat er van bidden en werken weer steeds minder terechtkwam.
De inrichting van cluniacenzerkloosters was ter ere van God gedrenkt in een cultuur van schoonheid. Toen vanaf 1100 de economie in West-Europa opbloeide kreeg dit streven zijn beslag in steeds overdadiger vormen van versiering. Omdat Jezus, volgens Matteüs 10:9, over vrijwillige armoede van zijn apostelen had gesproken, ontstond tegen deze toestand protest.

## Cisterciënzers en kartuizers
Robert van Molesme kreeg van Paus Gregorius VII de taak enkele kloosters te hervormen en stichtte in 1075 de Abdij van Molesme In 1082 kreeg hij het bezoek van Bruno van Keulen, die in 1084 het klooster La Grande Chartreuse, de bakermat van de kloosterorde, de kartuizers stichtte. Deze monniken leven als kluizenaars in een (zeer beperkte) vorm van gemeenschap. Zij hebben nooit enige hervorming van betekenis doorgemaakt omdat zij sinds hun stichting altijd aan hun onverkorte regel hebben vastgehouden. Zelfs het Tweede Vaticaans Concilie heeft bij hen nauwelijks verandering teweeggebracht.
In 1098 stichtte Robert van Molesme in Cîteaux de belangrijkste orde die protesteerde tegen de exuberante levensstijl en de bouw van Cluny III. Naar de Latijnse naam voor Cîteaux – Cistercium – werden deze kloosterlingen cisterciënzers genoemd. De toonaangevende geestelijke Bernard van Clairvaux kwam uit hun midden voort.
In de sober ingerichte kloosters van de cisterciënzers heerste stilte. Ze waren veelal gevestigd in onherbergzame streken, zodat de monniken zich met zwaar handwerk moesten bezighouden om te kunnen overleven. Er werd land ontgonnen. De kloosters groeiden uit tot succesvolle boerderijen, schapenfokkerijen, bierbrouwerijen enz. Het handwerk werd meer en meer verricht door ongeletterde lekenbroeders, die niet als volwaardige monniken werden beschouwd. Door dit economische succes kwam van bidden en werken steeds minder terecht.

## Ridderordes
Met de kruistochten werd ook het verschijnsel van de ridderordes geïntroduceerd. Dergelijke ordes probeerden de gedrevenheid van monnik en soldaat te verenigen. Bijvoorbeeld:
- Tempeliers
- Hospitaalridders
- Duitse Orde.

## Bedelorden
De bedelordes ontstonden vrijwel tegelijkertijd in de 13e eeuw. Hoewel het hier niet om strikt contemplatieven gaat, worden franciscanen en dominicanen soms toch monniken genoemd. Wel zijn er altijd onder de franciscanen broeders geweest die zich terugtrokken als heremiet. Als laatste voorbeeld in Nederland is de kluis in Neerlangel een tijdlang bewoond geweest door een heremiet uit de franciscaanse traditie. Alleen de vrouwelijke takken van de verschillende bedelorden zijn strikt genomen comtemplatief.
- Minderbroeders of franciscanen - In 1209 gesticht door Franciscus van Assisi.
- Clarissen - In 1212 door Franciscus van Assisi gestichte orde voor vrouwen. Clara van Assisi was de eerste die de kloostergeloften aflegde en wordt daarom als medestichter beschouwd.
- Dominicanen - In 1216 gesticht door Dominicus Guzman.
- Karmelieten - Ontstaan uit een laura van Westerse kluizenaars of heremieten die leefden op de berg Karmel in Palestina, maar in de tijd van de kruistochten werden ze door de Saracenen van de berg verdreven.

Parallel met de grote benedictijnse beweging ontstonden andere monastieke takken met een vaak uitgesproken eigen spiritualiteit. Een tweede grote familie met zeer uiteenlopende kinderen bestaat uit kloostergemeenschappen met de regel van Augustinus. Hiertoe behoren de augustijner heremieten, de augustijner koorheren, de norbertijnen, de predikheren of -broeders, de birgittinessen en birgittijnen, de visitandinnen en enkele kleinere gemeenschappen. Een hele serie congregaties uit de 19e eeuw leeft wel volgens de regel van Augustinus, maar wordt niet tot de orden gerekend.

## Trappisten
Als reactie op dit alles zijn de trappisten afgescheiden van de cisterciënzers – zij leven volgens een strengere regel (de strikte observantie) en vormen een zelfstandige orde. De benaming trappisten is afgeleid van het Franse klooster La Trappe, waar abt Armand Jean le Bouthillier de Rancé in 1664 strenge regels instelde die elders veel navolging kregen. In 1892 is de laatste poging gedaan om cisterciënzers en trappisten weer in één Orde te verenigen, maar vergeefs. In de Lage Landen overvleugelden trappisten de cisterciënzers. Naast vier trappistenkloosters (Berkel-Enschot, Zundert, Diepenveen, en Echt) was er in Nederland slechts een cisterciënzerabdij; abdij Mariënkroon te Nieuwkuijk.

## Verval
In de aanloop naar de reformatie keerde de bevolking zich, met name in Noord-Europa, steeds sterker af van de traditionele benedictijnse kloosters, die net als andere kerkelijke instanties waren uitgegroeid tot bolwerken van rijkdom en wereldlijke macht. De bedelordes, die in middeleeuws Europa vaak de enige bron van verzorging waren voor zieken en armen onder de bevolking, konden op meer sympathie rekenen.
Er ontstonden ook nieuwe vormen van monastiek. In het Rijnland leefden vrouwen zonder kloosterregel als begijn. Ook de Broeders des Gemenen Levens, rond 1380 gesticht door Florens Radewijns, leidden een monnikachtig bestaan. In aanleg zonder geloften af te leggen, toen de beweging succesvol bleek zouden ze daar door de Kerk min of meer toe gedwongen worden.

## Politieke betekenis van kloosters in de middeleeuwen
In de middeleeuwen vormden kloosters een belangrijke factor in de politiek van die tijd. Veel koningen en andere feodale heren stichtten en steunden daarom kloosters en begunstigden ze met grote schenkingen. De grote bezittingen van de kloosters waren voor de landsheer beter te controleren dan als hij ze door leenmannen liet besturen.
In de vroege middeleeuwen was de belangrijkste reden voor de steun aan kloosters dat deze de enige centra van kennis waren. Daarmee waren kloosters onmisbaar voor de organisatie van een doelmatig bestuur. In die tijd gebeurt het ook veel dat zoons, dochters of weduwen van de landsheer, abt of abdis worden van een klooster om zo de gewenste leiding te verzekeren. Daarnaast was een gedwongen intrede in het klooster een geliefd middel om op een meer humane wijze politieke tegenstanders uit te schakelen.
In de loop van de middeleeuwen ontwikkelden scholing, correspondentie, administratie en internationale contacten zich ook buiten de geestelijkheid. De politieke rol van de kloosters werd vooral die van grootgrondbezitter, soms zelfs met een militaire taak. De wereldse belangen van een klooster werden in de regel door een seculiere edelman behartigd, in het Heilige Roomse Rijk werd dit een voogd genoemd en in Frankrijk een leke-abt. Dit gaf een voogd grote macht en inkomsten, en middelen om zich ten koste van het klooster te verrijken. Zo bestond de machtsbasis van bijvoorbeeld Hugo Capet niet uit een eigen groot feodaal bezit, maar uit het feit dat hij leke-abt was van een handvol rijke kloosters (en heer van enkele belangrijke steden, waaronder Parijs). Het ambt van voogd was een erfelijke feodale functie.
In de tiende en elfde eeuw ontstaan familiekloosters, kloosters die een bijzondere band hebben met een adellijke familie. Deze familiekloosters worden gesticht als laatste rustplaats voor de leden van de familie en er wordt daar voor hun zielenheil gebeden. Een voorbeeld is de abdij van Egmond, gesticht door Dirk I van Holland. Een familieklooster was in deze periode onmisbaar voor een landsheer met status.

## Reformatie en contrareformatie
Tijdens de reformatie moesten kloosters het evenzeer ontgelden als kerken. Kloosters in protestantse gebieden werden geplunderd en kregen een andere functie. Monniken die zich niet in veiligheid hadden weten te brengen, werden soms op gruwelijke wijze vermoord.
Als deel van de contrareformatie werden vanuit Rome nieuwe kloosterordes in het leven geroepen met de bedoeling het op de protestanten verloren terrein terug te winnen: in 1540 stichtte Ignatius van Loyola de Orde der Jezuïeten - strikt genomen geen kloosterorde, maar in organisatie sterk daarop gelijkend.

## Verklaring van een aantal termen
- Pater, een kloosterling die kloostergeloften heeft afgelegd en tot priester is gewijd
- Broeder of Frater / Zuster of non, een kloosterling die kloostergeloften heeft afgelegd, maar niet tot priester is gewijd
- Abt (Aramees: abba = vader) / Abdis, een kloosteroverste. Oorspronkelijk werd de naam abt voor iedere in aanzien staande monnik gebruikt
- Abdij, een klooster waar een abt aan het hoofd staat
- Prior / Prorin/Priores (Latijn: de eerste), oorspronkelijk een kloosteroverste die ondergeschikt was aan een abt, tegenwoordig meestal het zelfstandig hoofd van een klooster
- Priorij, een klooster met een prior als kloosteroverste
- Moeder-overste, een kloosteroverste (abdis, priorin of overste) van een klooster van vrouwelijke religieuzen
- Gardiaan, (van het Italiaanse woord guardiano, dat wachter of  behoeder betekent), een kloosteroverste bij de minderbroeders franciscanen of kapucijnen
- Provinciaal, een kloosteroverste die aan het hoofd staat van een (kerk-)provincie van een kloosterorde, een regionaal of nationaal georganiseerd collectief van abdijen of kloosters van die orde
- Begard / Begijn, een man of vrouw die geen kloostergeloften heeft afgelegd en in een begijnhof leeft.

### Orthodox christendom
Het kloosterwezen van de Oosters-orthodoxe kerken kent geen verschillende orden. Toch zijn er onderling grote verschillen aan te wijzen. Omdat de Orthodoxe kerken hun bisschoppen uit de kloosters rekruteren is er bijvoorbeeld al verschil tussen kloosters waar monniken wonen die vergelijkbaar zijn met westerse wereldgeestelijken en kloosters waar het meer eigenlijke monniksideaal wordt nagestreefd. Zo is in bijvoorbeeld Rusland het beroemde klooster Troitse-Sergieva Lavra  een compleet kerkelijk centrum met academie, koorschool en seminarie, terwijl het klooster van Optina dan weer het centrum van het beschouwende, ascetische monnikendom genoemd zou kunnen worden.
Zoals in het westen verschillen de praktijken van klooster tot klooster. Wel is de levensloop en de initiatie van monniken en monialen zo ongeveer overal vergelijkbaar, en ook vergelijkbaar met het Westen. Eerst wordt men novice. Novicen mogen soms gekleed gaan in de Isorason of potriassa, het zwarte onderkleed, en de skoefia, een soort zachte hoed, dat is aan de hegoumen of archimandriet. De skoufos en de Potriassa zijn namelijk het eerste deel van het habijt, waarvan er in het oosten eigenlijk maar een vorm bestaat, met een paar regionale verschillen. Als de novice volgens de abt bekwaam genoeg is, wordt hem gevraagd monnik te worden. Indien hij dit wil, wordt hij met een formele dienst gewijd, en ontvangt hij de Exoriassa, het buitenste gewaad, en de kloboek, een soort harde ronde hoed met een sluier.
Dit is het eerste niveau. De monnik wordt nu Rjasofoor genoemd. Hij heeft nog geen professie achter de rug, dus nog geen geloften afgelegd. Het is de voorbereidende stap tot het aannemen van het klein schima. De dienst wordt geleid door een priestermonnik (of hiëromonnik), een monnik die ook priester is. Zijn aanspreektitel is broeder en hij kan uittreden zonder verdere consequenties.
Het volgende niveau volgt een paar jaar later, naar het oordeel van de abt. De monnik wordt, eens temeer in een formele dienst, gewijd tot Stavrofoor (klein schima). Een monnik van het klein schima legt de geloften van kuisheid, armoede en gehoorzaamheid af. Tevens ziet hij af van de wereld en al het wereldse. Hij ontvangt symbolische onderscheidingen aan zijn habijt en de abt verhoogt zijn functie in de gebedsdiensten. Ook legt de monnik zijn geloften af. Ook deze dienst wordt geleid door een Hiëromonnik. Zijn aanspreektitel is nu vader en hij mag niet meer uittreden. Op straffe van ex-communicatie is het hem verboden om uit te treden. Doet hij dit wel, dan wordt hij pas na een periode van daadwerkelijk berouw en een nieuwe aanname in de kerk toegelaten tot de communie.
Het laatste niveau ten slotte heet Megaloschemos (groot schima). Ook dit wordt 'uitgereikt' als de abt dat beslist. In de Slavische traditie wordt de monnik pas na 'slechts' 25 jaar of op zijn sterfbed Megaloschemos. In de Griekse traditie wordt iedere monnik of moniale na verloop van tijd groot schima gewijd. Monniken met deze rang leven meestal als kluizenaar. Een priestermonnik van het groot schima behoudt het recht om als priester te dienen. Een hegoumen en een archimandriet van het groot schima mogen in hun klooster geen machtspositie meer innemen. Een bisschop van het groot schima mag de liturgie niet meer opdragen en geen diocesane macht uitoefenen.
Orthodoxe monniken worden altijd aangesproken met 'Vader', tenzij ze novice zijn, maar ook als ze geen priester zijn. De abt heet hegoemen of archimandriet. In principe spreekt men alle priesters aan met Vader, diakens met Vader Diaken en monniken die klein-schima gewijd zijn spreekt men ook aan met vader. Het verschil tussen Vladyka en Vladyko. Vladyka is Russisch voor “meester”; liturgische titel, waarmee de bisschop aangesproken wordt (bijvoorbeeld In plaats van “zegen, vader”, zegt men indien de bisschop aanwezig is: ”zegen, meester”, (Russisch Vladyko)). Ook als men zich rechtstreeks tot de bisschop richt gebruikt men dit woord. In het kort: Vladyko is Slavische vocativus (aanspreekvorm) en wordt enkel in de Liturgie gebruikt. Vladyka is het Russische woord, maar de vocativus is gelijk aan de nominativus (eerste naamval). Vladyka wordt dus buiten de liturgie gebruikt.
Orthodoxe monialen worden aangesproken met 'moeder', als ze klein schima gewijd zijn. Als ze novice of rjassofoor zijn worden ze aangesproken met zuster. Bovendien is het gebruik om de abdis (hegoumena) Moeder te noemen en de andere monialen zuster.

## Oecumenische kloosters
In Frankrijk ligt in het plaatsje Taizé een oecumenische communiteit, de Gemeenschap van Taizé. De gemeenschap werd gesticht door Frère Roger, die hier in de Tweede Wereldoorlog kwam wonen. Er wonen nu ruim honderd broeders en jaarlijks komen duizenden jongeren naar Taizé.